# Каращук, Альфред Фёдорович
Каращук Альфред Фёдорович (7 июня 1934 — 10 мая 2013) — трёхкратный чемпион СССР по борьбе самбо (1958, 1959, 1961), двукратный чемпион Европы по дзюдо (1963, 1964) в командном первенстве (в составе команды СССР). Мастер спорта СССР по самбо (1957), заслуженный мастер спорта по дзюдо (2007). Ученик Анатолия Аркадьевича Харлампиева.

## Биография

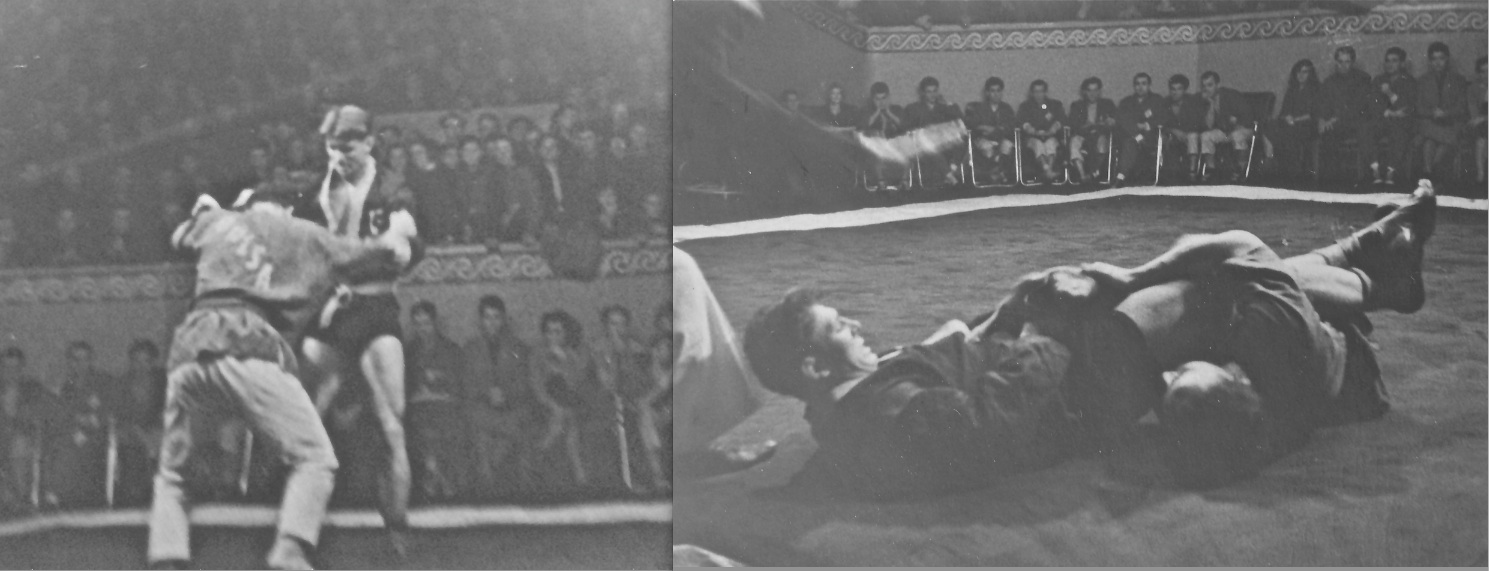
Схватка А. Каращука с венгерским дзюдоистом. 1957, Москва, Дворец спорта «Крылья Советов». Встреча команды советских самбистов из студенческого спортивного общества «Буревестник» с командой венгерских дзюдоистов из спортивного общества «Дожа»

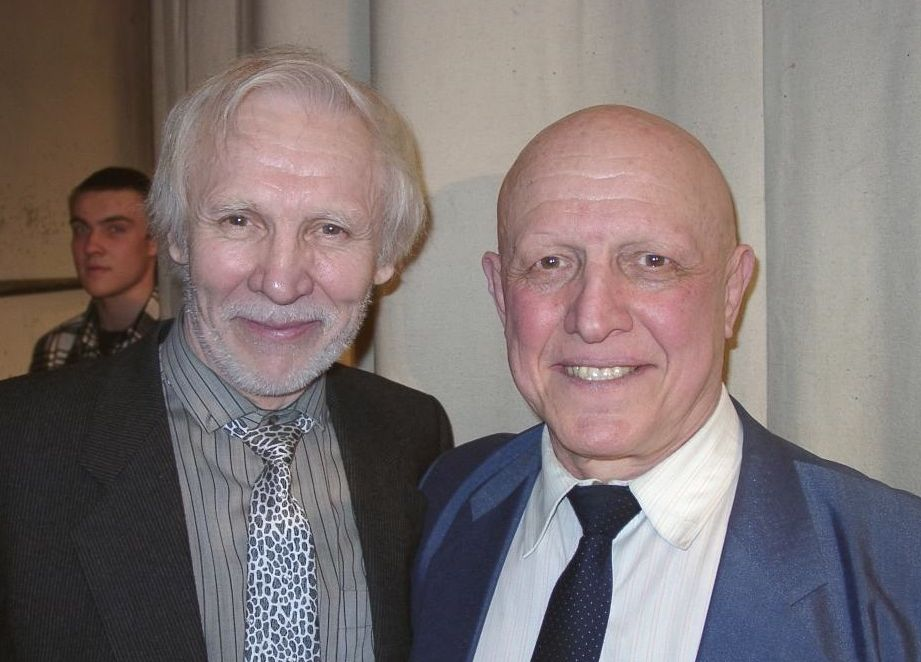
Альфред Каращук и Илья Ципурский. 28 марта 2003 на встрече, посвящённой 50-летию самбо в МЭИ.

Окончил Московский энергетический институт (МЭИ). Кандидат технических наук. Специалист по патентной экспертизе.
Став в 1957 году мастером спорта СССР по самбо, начал помогать А. А. Харлампиеву (по предложению Анатолия Аркадьевича) тренировать студентов МЭИ. На чемпионате СССР 1958 года в Минске А. Каращук впервые стал чемпионом СССР в среднем весе (до 77 кг). Представлял общество «Буревестник» (Москва).
После завершения выступлений в соревнованиях А. Ф. Каращук сосредоточился на тренерской и преподавательской деятельности. Значительная часть этой деятельности была реализована на кафедре теории и методики спортивных единоборств и тяжёлой атлетики Московской государственной академии физической культуры (МГАФК).

## Интернет-ресурсы
- Альфред Каращук на первенстве Москвы, 1956 г.[3]